# 陳建銘
陳建銘（1961年7月24日—），臺灣無黨籍政治人物，畢業於輔仁大學法律系。台灣台北市人，曾任第3屆國民大會代表、第5屆立委、第10屆至第13屆臺北市議員（北投區、士林區）。

## 簡介
陳建銘是美國加州專業心理學院博士，父親陳安邦是明德樂園大股東之一，曾擔任明德樂園總經理，在政壇也擔任過國大代表，而陳建銘之前也曾任明德樂園副總。1996年陳建銘獲中國國民黨提名當選國大代表，2001年，加入台灣團結聯盟，由台聯提名參選立法委員並當選。
2004年連任立委失敗後，陳建銘在台聯安排下，泛綠共推參選2005年基隆市長選舉，後以17,919票差距輸給了許財利。
陳建銘在競選基隆市市長落敗後，轉而角逐台北市議員。在2006年台北市議員選舉中，陳建銘在第一選區（北投、士林）以28,698票當選，選前搶救奏效，成為全國第一高票當選的議員；加上第四選區（中山、大同）的簡余晏，讓台聯在台北市議會首次獲得席次。
2007年，台聯路線轉型爭議，陳建銘表態不想辜負選民的期望，與新竹市議員李妍慧共同召開記者會退黨；但2008年之後，台聯陸續對錢林慧君與賴幸媛做出黨紀處分，清除黨內親馬英九勢力。2010年，在前總統李登輝與黨主席黃昆輝約見後，4月20日陳建銘重返台聯。2010年11月27日，陳建銘以17,136票連任台北市議員，為台聯在台北市議會唯一的席次。2014年陳建銘再次連任台北市議員。
2016年11月21日，陳建銘在ETtoday東森新聞雲直播節目上說，針對台灣數位光訊科技宣布購買東森電視事件，敬告曾經支持反媒體壟斷運動的民主進步黨不要換了位置就換了腦袋，「別以為執政了就不會有社會運動」。
2017年5月2日，陳建銘女兒陳思宇接任台北市政府副發言人。2018年1月17日，陳思宇轉任臺北市政府觀光傳播局局長。2018年11月，其妹陳靜敏就職為民進黨籍立法委員。
2018年九合一選舉，陳建銘宣布以無黨籍競選連任臺北市議員，因此被台聯開除黨籍；最終以13,000餘票「吊車尾」驚險連任，順利四連霸。
2020年9月23日，台北市議員呱吉（邱威傑）於台北市議會定期大會提出囤房稅提案，然而陳建銘、李傅中武否決反對，已於10月7日及10月8日在自己的臉書粉專上對於暫擱囤房稅法案的理由做說明。對此呱吉質疑陳建銘在2018年議員競選期間接受了1,000萬元左右的政治捐款當中有290萬是來自建商捐款，並接受建商免費提供的廣告看板及競選辦公室。

## 選舉紀錄
| 年度 | 選舉屆數               | 選舉區           | 所屬政黨     | 得票數 | 得票率 | 當選標記 | 備註   |
| ---- | ---------------------- | ---------------- | ------------ | ------ | ------ | -------- | ------ |
| 1996 | 第三屆國民大會代表選舉 | 臺北市第一選舉區 | 中國國民黨   | 47,530 | 10.41% |          |        |
| 2001 | 第五屆立法委員選舉     | 臺北市第一選舉區 | 台灣團結聯盟 | 40,412 | 6.53%  |          |        |
| 2004 | 第六屆立法委員選舉     | 臺北市第一選舉區 | 台灣團結聯盟 | 33,861 | 5.56%  |          |        |
| 2005 | 第十五屆基隆市市長選舉 | 基隆市           | 台灣團結聯盟 | 58,243 | 31.46% |          |        |
| 2006 | 第十屆臺北市議員選舉   | 臺北市第一選舉區 | 台灣團結聯盟 | 28,698 | 10.77% |          | [ 10 ] |
| 2010 | 第十一屆臺北市議員選舉 | 臺北市第一選舉區 | 台灣團結聯盟 | 17,136 | 5.75%  | [ 11 ]   |        |
| 2014 | 第十二屆臺北市議員選舉 | 臺北市第一選舉區 | 台灣團結聯盟 | 20,952 | 6.85%  | [ 12 ]   |        |
| 2018 | 第十三屆臺北市議員選舉 | 臺北市第一選舉區 | 無黨籍       | 13,166 | 4.70%  | [ 13 ]   |        |

## 外部連結
- 陳建銘的Facebook專頁
- 陳建銘的Facebook專頁